# Højestene
Die Højestene ist eine dänische Motorfähre, die seit 1997 im Liniendienst zwischen Svendborg, Skarø und Drejø in der Dänischen Südsee (dänisch Sydfynske Øhav) im Einsatz ist.

## Geschichte

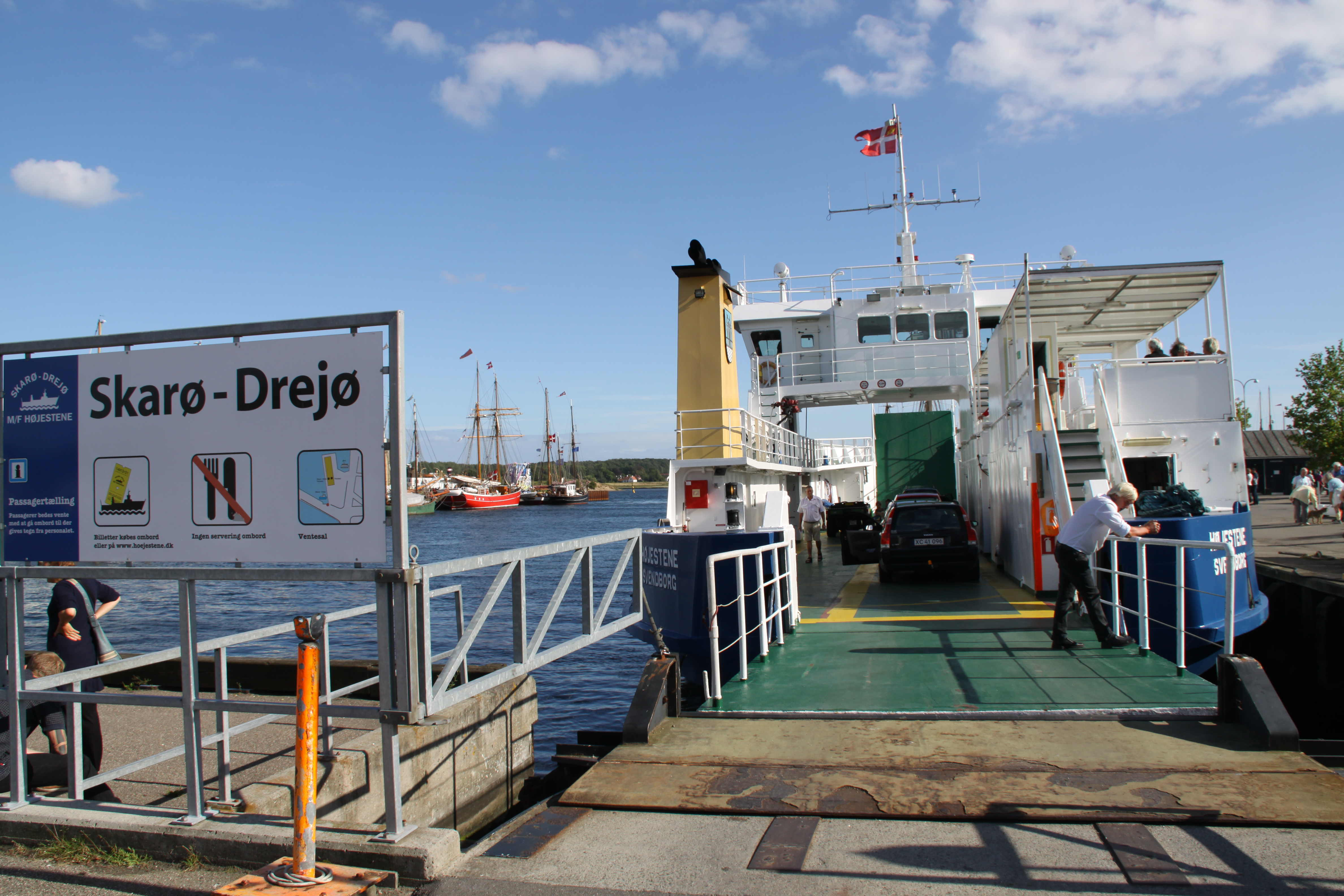
Højestene am Anleger in Svendborg

Die Fähre wurde bei der Tórshavnar Skipasmidja in Thorshavn auf den Färöer-Inseln gebaut und im April 1997 geliefert.
Mit den beiden Volvo-Penta-Dieselmotoren mit 750 kW Leistung erreicht das Schiff eine Höchstgeschwindigkeit von 11,6 Knoten.
Die Fähre wird von der Reederei der Svendborg Kommune betrieben.